# Roy Williamson
Roy Williamson (25. června 1936 Edinburgh – 12. srpna 1990 Forres, UK) byl skotský hudební skladatel a folkový muzikant vystupující se skupinou The Corries. Je známý hlavně jako autor písně Flower of Scotland, která se stala neoficiální skotskou hymnou.

## Život
Už jako chlapec se Roy naučil hrát na zobcovou flétnu. Později studoval na Edinburgh College of Art, kde se roku 1955 seznámil s Ronniem Brownem, se kterým pak založil folkovou skupinu The Corries. Vystupovali na Edinburském festivalu. Skupina se rozšířila o Billa Smitha a irskou zpěvačku Paddie Bell. Skupina byla i přes vnitřní rozkoly úspěšná. Tou dobou složil Williamson své vrcholné dílo, národní píseň Flower of Scotland, která ve Skotsku nabyla velké popularity. Zpívala se při sportovních událostech, zazněla i na Britských hrách Commonwealthu. Vnitřní spory ve skupině se však zvětšovaly a skupina se postupně rozpadala, až roku 1966 zůstali jen Ronnie Brown a sám Williamson. Postupně se začaly projevovat jeho zdravotní potíže, zejména astma. Během turné dua roku 1989 se jeho zravotní stav prudce zhoršil. Byl mu diagnostikován nádor na mozku, v jehož důsledku ve věku 54 let 12. srpna 1990 zemřel ve městě Forres, kde strávil část svého mládí.

## Rodina
Jeho matka byla pianistka. Jeho otec spáchal sebevraždu, když byl Roy malý. Roy by dvakrát ženat a stal se otcem dvou dcer.